# Penandingan (Rantau Bayur)
Penandingan is een bestuurslaag in het regentschap Banyuasin van de provincie Zuid-Sumatra, Indonesië. Penandingan telt 813 inwoners (volkstelling 2010).